# Nordica (zespół muzyczny)
Treść tego artykułu może nie być zgodna z zasadami neutralnego punktu widzenia.
Dokładniejsze informacje o tym, co należy poprawić, być może znajdują się w dyskusji tego artykułu.
 Po wyeliminowaniu niedoskonałości należy usunąć szablon {{Dopracować}} z tego artykułu.
Nordica – polski zespół muzyczny grający rockową muzykę tzw. patriotyczną i tożsamościową. Ponadto w repertuarze grupy są utwory typowo akustyczne i ballady. Niektórzy publicyści przypisują zespół do sceny RAC lub wskazują na mocne jego związki z tą sceną. Zespół licznie koncertował, w tym występował na imprezach o charakterze tożsamościowym, tzw. patriotycznym. Jedną z takich właśnie imprez był festiwal Orle Gniazdo, a zespół wystąpił w ramach wszystkich pięciu jego edycji.

## Historia
Zespół muzyczny Nordica został założony w 2008 r.. Grupa została zawiązana w Katowicach. W 2012 r. wydał swój debiutancki album „Akustycznie”. W tym czasie na koncie grupa miała już około 150 koncertów. W 2015 r. zespół wydał album „Nordica i Przyjaciele”. Kolejne wydawnictwo muzyczne kapeli ukazało się 2020 r. Otrzymało ono tytuł „Wyklętym”. Patronatem medialnym przy wymienionych wydawnictwach grupę wspierał portal internetowy Autonom.pl – Portal Niezależnych Nacjonalistów. Grupa niewątpliwie tworzy i jest jednym z liderów polskiej, rockowej sceny tzw. patriotycznej i tożsamościowej. Jest również jednym z bardziej aktywnych zespołów na tej scenie. W swojej działalności licznie koncertowała, w tym przede wszystkim na imprezach tożsamościowych. Jej występy miały miejsce przede wszystkim w Polsce, ale także w wielu krajach Europy. Pośród tych krajów można wymienić takie jak Czechy, Słowacja, Wielka Brytania.
Zespół Nordica występował kilkukrotnie na festiwalu „Orle Gniazdo” (na wszystkich pięciu edycjach tej imprezy). Ich pierwszy występ na tej imprezie miał miejsce już w pierwszej edycji, która odbyła się w dniach od 28 do 30 czerwca 2013 r.. Kolejne występy zespołu na tym festiwalu muzycznym obejmowały edycję II, która odbyła się w dniach od 3 do 6 lipca 2014 r., edycję III od 10 do 12 lipca 2015 r., edycję IV w dniach od 15 do 17 lipca 2016 r. i edycja V, która miała miejsce od 14 do 16 lipca 2017 r..
Pośród innych imprez muzycznych o charakterze tożsamościowym, patriotycznym, ku czci polskich bohaterów narodowych, rocznicowych, w których grupa uczestniczyła, można wymienić między innymi:
- „Ogólnopolski Festiwal Pieśni Patriotycznej” w Kraśniku (2013 r. – edycja XVII, 3 maja 2014 r. – edycja XVIII, 2017 r.)[1][11]
- „Jedność to siła”: 
  - Zwierzewo k. Ostródy, koncert w dniu 24.08.2013 r., inni wykonawcy – Irydion, Slavic Rebirth, Tormentia, Rewolta, Ptaku[13][22][23]
  - Zwierzewo k. Ostródy, dwudniowy festiwal trwający od 8 do 9 sierpnia 2014 r., inni wykonawcy – Obłęd, Slavic Rebirth, Rewolta, Saubande (Czechy), Legion Twierdzy Wrocław, SPS, Wilcze Stado, P.W.A. (Estonia), Gan, Irydion, Providjenje (Serbia), Ptaku, Basti, Zjednoczony Ursynów[13][24]
- „Ku Niepodległej”[25]: 
  - Warszawa, dwudniowy festiwal w dniach do 9 do 10 listopada 2014 r., klub Metal Cave, inni wykonawcy –  Fehér Törvény (Węgry), Lemovice (Francja), Irydion, Warholy, Stalag, SPS, zespół - niespodzianka (brak informacji jaki)[26][27][28]
  - Warszawa, 11.11.2016 r.[b], inni wykonawcy – Bujak, Bronson (Włochy), Obłęd, Mistreat (Finlandia), LTW (Legion Twierdzy Wrocław)[29]
  - Warszawa, 11.11.2017 r., inni wykonawcy – Bujak, Code 291 (Szwecja), Legion Twierdzy Wrocław, Nessun Pentimento, Odwet, Omerta, Stalag[30]
- ku czci Żołnierzy Wyklętych[1]
- rocznice Dnia Niepodległości[1]
- „Marsz Powstańców Śląskich” organizowany przez Młodzież Wszechpolską w Katowicach[11].

Tomasz Kuś z Nordicy uczestniczył w audycji radiowej emitowanej przez Radio Opole pod tytułem „Wszystko o literaturze”. Prowadzącym był redaktor Tomasz Greniuch. Utwory zespołu były wówczas prezentowane na antenie Polskiego Radia. W pierwszym numerze wideo magazynu „Blue Eyes” wydawanego przez stowarzyszenie „Duma i Nowoczesność” znalazł się między innymi wywiad z zespołem Nordica. Zespół uczestniczył także wielokrotnie w imprezie survivalowej orgaznizowanej przez to stowarzyszenie pod hasłem „Przetrwać by zwyciężyć”. Oprócz sportowej części wydarzenia są tam także działania rekreacyjne i kulturalne, częściowo ukierunkowane na patriotyzm i historię Polski. Nie brakuje także części związanej z muzyką i śpiewem, gdzie niejednokrotnie grała Nordica, ale także inne zespoły, np. Stalag.
Inne przykładowe występy oraz wykonawcy, z którymi Nordica występowała na wymienionych koncertach:
- 2009-12-19: Warmia i Mazury, inni wykonawcy – Potop, Front H8, Odwet 88, Wilcze Stado[33]
- 2013-05-01: Tarnów, Klub Studencki „Przepraszam”, inni wykonawcy – Tormentia[34]
- 2015-09-05: Wrocław, koncert towarzyszący Międzynarodowemu Turniejowi Kibiców, wystąpili także Legion Twierdzy Wrocław, Obłęd, The Firm (z Rotterdamu)[34][35]
- 2016-05-28[c]: Lublin, koncert charytatywny dla Gniewka, wystąpili także: The Gits, Stalag, Obłęd[11][36]
- 2017-01-28: Jaworzno, Klub Corner, koncert z okazji 78. rocznicy śmierci Romana Dmowskiego, zbiórka charytatywna na rzecz Hani[11][37]
- 2017-08-20: Kraków, koncert w ramach wydarzenia „Bohaterską Drogą do Nieba” zorganizowany przez „Stowarzyszenia Małopolscy Patrioci”[11]
- 2018 r.: Ostrowiec Świętokrzyski, koncert akustyczny[d] ku czci żołnierzy „Bartka” (Henryk Flame), zarejestrowany przez Radio Kielce[11][38]
- 2018 r.: Wisła, Rajd Bartka[11]
- 2018 r.: Wisła, akustyczny koncert plenerowy dla Związku Żołnierzy Narodowych Sił Zbrojnych[11]
- 2018 r.: Czaniec, koncert po biegu „Tropem Wilczym”[11]
- 2018-09-16: Bystra Podhalańska, piknik patriotyczny „Bohaterską Drogą do Nieba”[e][39][40]
- 2019 r.: Czaniec, koncert po biegu „Tropem Wilczym”, edycja VII[11]
- 2019-03-01: Ruda Śląska, Pub Borys, inni wykonawcy – Basti, Klipo, Peuu, Rafik, oraz osobno (obok Nordicy) wymienieni Tomasz Kuś i Iwona Olszówka[41]
- 2019-03-03[f]: Bielsko-Biała, klub „Miasto”, koncert z okazji Narodowego Dnia Pamięci „Żołnierzy Wyklętych” pod hasłem „U boku Bartka”, inni wykonawcy – Basti, Klipo, Evtis i Sova[42].

## Nazwa i projekty powiązane
Nazwa własna zespołu, pod którą występuje, to „Nordica”. Oprócz tego pojawiają się także nazwy projektów takich jak „Nordica i Przyjaciele” oraz „Tomasz Kuś & Nordica”. Czasem na okładkach niektórych wydawnictw pojawiają się osobno wymienieni jako wykonawcy z imienia i nazwiska Tomasz Kuś, i osobno Nordica, a ponadto znaleźć można dużą ilość informacji o solowych występach Tomasza Kuś. Pośród tych ostatnich znajdują się także informacje, że Tomasz Kuś jest z zespołu Nordica. Nie ma nigdzie jednoznacznego określenia wymienionych rozróżnień i nazw projektów, ich statusu, powiązań itp. zagadnień, oraz tego czy w projektach, w których osobno wymieniony jest Tomasz Kuś i Nordica, występuje on jako członek zespołu, czy jako artysta solowy współpracujący z zespołem, który niewątpliwie przez znaczny okres czasu był istotną jego częścią.

## Skład i powiązania
Członkowie zespołu w różnych okresach czasu:
- Adam[4]
- Iwona[4]
- Marcin – basista (gitara basowa)[4][48][49]
- Marek[4]
- Michał – gitarzysta[48][50]
- Sebastian – klawiszowiec (instrumenty klawiszowe – keyboard), autor tekstów niektórych utworów[48][51]
- Tomasz Kuś – wokal, gitarzysta, autor tekstów niektórych utworów[7][48][52]
- Tomek[4].

Tomasz Kuś współtworzył zespół Pozytywka, w którym był gitarzystą.

## Twórczość
Muzyka tworzona przez zespół Nordica to przede wszystkim rock oraz utwory akustyczne i ballady, przy czym ze względu na treść i przekaz utworów muzycznych wyróżnia się dla takiej twórczości nurt rocka tzw. patriotycznego, tożsamościowego i nacjonalistycznego. Oczywiście komentarzy tej twórczości, ze względu na jej przekaz, ale także ze względu na inne znamiona wynikające przykładowo z oceny zespołów, z którymi Nordica grywała lub wydawała składanki, festiwali, w których uczestniczyła i innych jej działań, powiązań personalnych z zespołem Agressiva 88 oraz grania na własnych koncertach niektórych jego utworów, zaliczają zespół także do sceny RAC – Rock Against Communism.
Pod względem treści utworów i przekazu z niej płynącego dominuje tematyka związana z patriotyzmem, tożsamości narodową, wydarzeniami historycznymi, szczególnie walką o niepodległość, w tym między innymi z komunistycznym reżimem i okupantem panującymi w Polsce po II wojnie światowej w okresie Polskiej Rzeczpospolitej Ludowej. W swoim repertuarze zespół posiada utwory autorskie oraz napisane przez innych twórców oraz covery rodzimej klasyki tożsamościowej. Pośród tych utworów znajdują się piosenki napisane przez autorów znanych ze współczesnej historii oraz pieśni patriotyczne, często związane tematyczne z Narodowymi Siłami Zbrojnymi i ich bohaterami. W utworach zawarte są też wyraźne wątki antysystemowe. Do tego występuje w nich mocna krytyka i polemika z lewicą, szczególnie organizacjami lewackimi.
Według krytyków w treściach i przekazach płynących z utworów zespołu Nordica nie brakuje wplecionych w wyżej wymienione tematy także wątków rasistowskich i nacjonalistycznych.

## Dyskografia

### Dyskografia zespołu
Albumy muzyczne:
- „Akustycznie”: 2012 r., Not On Label (Nordica Self-released), jedna płyta kompaktowa[5][7][8], mp3[64]
- „Nordica i Przyjaciele”: 2015 r., Not On Label (Nordica Self-released), jedna płyta kompaktowa[6][7][9], mp3[65]
- „Wyklętym”: 2020 r., Not On Label (Nordica Self-released), EP[7][10], mp3[4][66].

### Składanki
Składanki, kompilacje:
- „Nordland - Zbiór Muzyczny Tom 1”[h]: 2010 r., Nordland (identyfikator albumu: Nordland 01|2010), jedna płyta kompaktowa[68]
- „NaRa”: 2013 r., Not On Label, jedna płyta kompaktowa[69]
- „Unbroken Brotherhood - Compilation Of The Polish-Hungarian Solidarity”[h]: 2014 r., Sons Of Europe Productions, jedna płyta kompaktowa[70]
- „Festiwal Orle Gniazdo Vol. 1”: 2014 r., Not On Label (identyfikator albumu: 25121), jedna płyta kompaktowa[7][71]
- „Festiwal Orle Gniazdo – Wydanie jubileuszowe”: 2017 r., Not On Label, jedna płyta kompaktowa[7][72]
- „Solidarni z górnikami”: 2017 r., Nasz Sklep, Gallus Store, NS008, 2007985912 (GM Records), jedna płyta kompaktowa[7][73], mp3[74]
- „U boku Bartka. Hołd muzyczny dla Zgrupowania NSZ”: 2017 r., Wydawnictwo Miles, dwie płyty kompaktowe (oraz książka Tomasza Greniucha „U boku Bartka.Hołd muzyczny dla Zgrupowania NSZ”)[4][7][75][76][77]
- „Defend RAC Vol. 1 + Bonus”: 2018 r., Not On Label, jedna płyta kompaktowa[78].

### Feat. Nordica i inne
Raper występujący pod pseudonimem Ptaku w albumie „NaRa” z 2013 r. wykonał utwór „Papierowe Tamy” z muzyką Nordicy (utwór nr 16 w ramach „bonus track”). Wokalistka występująca pod pseudonimem Heroica – Agata Przychodzka – wykonała wspólnie z Tomaszem Kuś utwór „Rozkwitały jabłonie i grusze”, natomiast Nordica współtworzy z artystką utwór „Pieśń partyzancka Narodowych Sił Zbrojnych” (feat. Heroica). Ponadto w ramach projektu Tomasz Kuś & Nordica został nagrany utwór „Żołnierzom NSZ” (feat. Sova) do tekstu Tadeusza Sikory i własnej kompozycji muzycznej.

### Teledyski i inne nagrania video
Zespół nagrał następujące teledyski, pod szyldem „Tomasz Kuś & Nordica”:
- feat. Sova - „Żołnierzom NSZ”
- feat. Heroica - „Pieśń partyzancka Narodowych Sił Zbrojnych”
- „Epitafium dla majora Ognia”
- „Rtm. Pilecki”
- „Dla Ciebie Polsko!!!”
- „Tropem Wilczym”[31].

Ponadto dostępne są nagrania z koncertów zespołu z utworami „Janek Wiśniewski”, „To nasza wolność”, „Ulice grudnia” oraz zapis dźwiękowy z audycji w Radio Opole pod tytułem „Wszystko o literaturze” z udziałem redaktora Tomasza Greniucha i Tomasza Kuś.

## Kontrowersje

### Kwestie podnoszone jako kontrowersyjne
Według niektórych źródeł zespół Nordica to wcześniej Agressiva 88. Ten zespół to nieistniejąca już klasyczna grupa RAC i nurtu „White Power Rock” – biała siła rock, zaliczana do sceny neonazistowskiej. W dodatku symbol liczbowy występujący w jej nazwie – „88” – stanowi element symboliki neonazistowskiej. Treści utworów i albumów Agressivy 88 według tych źródeł wprost nawiązują do treści faszystowskich i nazistowskich. Przykładowo album pod tytułem „Odezwa” otwiera nagranie przemówienia Adolfa Hitlera, znajduje się tam utwór o Rudolfie Hessie, a inny ma wzywać do zabijania kobiet, które wchodzą w związki z mężczyznami przynależnymi do czarnoskórej odmiany człowieka. Na plakatach z początku działalności Agressivy 88 były swastyki. Stąd skojarzenie zespołu Agressiva 88 ze sceną neonazistowską automatycznie zostało przeniesione na zespół Nordica, mimo że w jej utworach nie ma takich treści, nie jest to ta sama grupa, a muzyka wykonywana przez zespół odbiega od brzmień klasycznej muzyki RAC. Ponadto zespół Nordica, według tych autorów, promuje rasizm, a także nacjonalizm. Wielu autorów jednak wprost w swoich publikacjach określa także zespół Nordica neofaszystowskim lub neonazistowskim. Inni nieco ostrożniej piszą, iż zespół jest za taki „powszechnie uznawany” lub za taki „jest uważany”.
Grupa powiązana jest także ze stowarzyszeniem „Duma i Nowoczesność”. Stowarzyszenie to było między innymi organizatorem festiwalu Orle Gniazdo. Ten fakt również deprecjonuje zespół w oczach jego przeciwników.

### Utwór „Afrikaans”
W ramach pierwszego albumu zespoły pod tytułem „Akustycznie” z 2012 r. zamieszczono między innymi utwór zatytułowany „Afrikaans” (utwór numer 10 na płycie kompaktowej). Powstał on specjalnie w związku z akcją „Stop ludobójstwu Afrykanerów”. Akcję prowadziło między innymi wyżej wymienione stowarzyszenie „Duma i Nowoczesność”. W ramach tej akcji nawiązano kontakt ze stowarzyszeniem zrzeszającym Afrykanerów w Południowej Afryce. Sam utwór został nagrany w dwóch językach. Oczywiście ten fakt, również jest podnoszony i mocno krytykowany przez środowiska centrowe i liberalne. W ich opinii kwalifikowanie sytuacji Afrykanerów jako ludobójstwa oraz występowanie o zaniechanie tegoż świadczy źle o ludziach w nią zaangażowanych – prawdopodobnie o ich faszyzmie.

### Blokowanie koncertów
Z powodu powyższych kontrowersji i pomówień zdarzały się przypadki odwoływania koncertów zespołów albo odwoływania występu zespołu na koncertach, które później się odbyły, ale już bez udziału Nordicy. Przykładem takim jest zaplanowany na dzień 15.06.2019 r. występ zespołu na piątym pikniku rodzinnym w Pabianicach. Jest to cykliczna impreza o charakterze patriotycznym oraz katolickim, jaka odbywa się w tym mieście z okazji Święta Wojska Polskiego i Wniebowzięcia Najświętszej Maryi Panny. Plany, aby podczas tej edycji odbył się występ grupy, zostały pokrzyżowane ostrymi protestami przeciwko zaprezentowaniu przez kapelę utworów tzw. patriotycznych i tożsamościowych. Pod wpływem licznych protestów występ odwołano. Ogłosił to przed wydarzeniem jeden ze współorganizatorów pikniku, jakim był Klub Gazety Polskiej. Pośród protestujących mieli być mieszkańcy miasta oraz środowiska antyfaszystowskie. Z całą pewnością protestowała Antifa. Inny przykład odwołania występu zespołu to koncert po biegu „Tropem Wilczym. Bieg Pamięci Żołnierzy Wyklętych” z 2017 r. w Gliwicach.
Przykładem proponowanego występu zespołu, do którego nie dopuszczono już na etapie przygotowań, jest koncert, jaki miał się odbyć w 2018 r. w Katowicach, z okazji „Marszu i Pikniku Powstańców Śląskich” organizowanego przez Młodzież Wszechpolską (Okręg Śląski) i Ruch Narodowy. Tutaj na część artystyczną imprezy z udziałem zespołu nie wyraził zgody ówczesny Prezydent Miasta Katowice, Marcin Krupa. O szczególny nadzór nad imprezą apelowały między innymi przedstawiciele Nowoczesnej, Platformy Obywatelskiej i Związku Górnośląskiego. Zorganizowano także kontrmanifestację pod nazwą „Stop nacjonalizmowi”.
Odwoływanie koncertów po krytyce medialnej miało miejsce nie tylko w Polsce, ale i poza granicami kraju. Wcześniej przykładowo, w dniu 28 lutego 2015 r., miał odbyć się koncert w Luton, w klubie „Diamond”. Był on organizowany w hołdzie dla „Żołnierzy Wyklętych” przez grupę WJS („W Jedności Siła”). Oprócz Nordicy mieli wystąpić Ptaku, Basti oraz bliżej nieokreślony wykonawca – niespodzianka. W działaniach przeciwko koncertowi brała udział Polska Grupa Antyfaszystowska „Dywizjon 161”. Również mieszkańcy protestowali przeciwko wydarzeniu. Ostatecznie pod naciskiem i atakami właściciel klubu odwołał koncert.
Przykładem nieskutecznych starań o zablokowanie występu zespołu jest sytuacja z 2016 r. w Białymstoku. Tam pomimo protestów Partii Razem i innych środowisk lewicowych odbył się koncert z udziałem Nordicy w klubie studenckim „Gwint”. Wydarzenie związane było z obchodami 82 rocznicy istnienia oddziału białostockiego Obozu Narodowo-Radykalnego. Inny koncert, który się odbył mimo prób doprowadzenia do jego odwołania to wyżej wymieniony z 28.01.2017 w Jaworznie, w Klubie Corner.
Jeszcze innym przypadkiem, często spotykanym w ramach całej sceny, jest sytuacja z Krakowa w 2016 r. Wówczas to wynajęto Klub Rotunda w celu organizacji koncertu, na którym miały wystąpić następujące zespoły: Nordica, Stalag, Gan i Basti. Oczywiście również wówczas rozpętała się burza, powodująca, że osoby zarządzające danym miejscem wycofują się z umowy najmu uniemożliwiając zorganizowanie imprezy w danej lokalizacji. W takiej sytuacji organizator zazwyczaj znajduje inne, tymczasowo utajnione miejsce, ujawniane bezpośrednio tyko osobom z zaproszeniami przy pomocy różnych form komunikacji. Należy odnotować, mimo wycofania się z umowy najmu, głos ówczesnej dyrektorki klubu Rotunda – Alicji Chmielewskiej, która stwierdziła, że nie jest jej rolą ocena zgodności z prawem prezentowanej twórczości, a artyści mają prawo do traktowania ich twórczości z większą taryfą ulgową. Jej decyzja podyktowana była koniecznością uniknięcia konfliktów i kojarzenia placówki z rozgrywkami politycznymi, bo nie taki jest cel działalności klubu.

## Odbiór i opinie
Zespół uważany jest za jedną z bardziej aktywnych grup muzycznych w ramach rockowej sceny tzw. patriotycznej, tożsamościowej i nacjonalistycznej. Jego twórczość sprawia, że postrzegany jest również jako część polskiej sceny RAC. Przy czym dotyczy to tak naprawdę nie tylko twórczości, ale i innych działań prowadzących do stałego rozwoju sceny. W opiniach związanych z tym ostatnim stwierdzeniem, wyrażane jest spostrzeżenie, że szczególnie ballady RAC prezentowane przez zespół mają wyraźny wydźwięk antysystemowy i mocne zabarwienie patriotyczne. W środowiskach przychylnych tej części sceny (rockowej sceny patriotycznej i tożsamościowej) uważany jest za jednego z jej liderów, a nawet w środowiskach krytycznych uznaje się, że należy do czołówki sceny, tu określanej mianem sceny nacjonalistycznej.
Natomiast środowiska wrogie nacjonalizmowi określają zespół (i jego twórczość), jako faszystowski czy nawet nazistowski oraz podnoszą wobec zespołu wyżej opisane zarzuty i wskazują na wymienione wyżej kontrowersje.

## Artyści o sobie
Członkowie zespołu podają, że ich twórczość w ramach zespołu Nordica to muzyka o przesłaniu patriotycznym i tożsamościowym. Deklarują także antysystemowość swoich działań. Jeden z członków zespołu i równocześnie jego lider oraz uczestnik wielu innych projektów muzycznych, opisując swoją twórczość oraz ogólnie całokształt swojej działalności, szczególnie podkreśla ten aspekt, zarówno w jego działalności indywidualnej, jak i w ramach zespołu. Nie używa jednak pojęcia sceny RAC (Rock Against Communism i nie utożsamia się z nim.

## Nagrody, wyróżnienia, uhonorowania
Nordcia występowała na Ogólnopolskim Festiwalu Pieśni Patriotycznej. Jest dwukrotnym laureatem tego festiwalu, na którym zdobyła I miejsce (Kraśnik, 2013 r.), utwór „Janek Wiśniewski” (zobacz: „Ballada o Janku Wiśniewskim”), II miejsce (Kraśnik,  3 maja 2014 r.), utwór „Kto ty jesteś?” (zobacz: „Katechizm polskiego dziecka”, autor Władysław Bełza), i wyróżnienie (Kraśnik, 2017 r.), utwór „Ulice grudnia”.
Z wyróżnień pozamuzycznych można wymieć zajęcie przez zespół Nordica IV miejsca w „Halowym Turnieju Piłki Nożnej im. Powstańców Śląskich”, zorganizowanym w Katowicach w 2018 r..
Za swoją działalność muzyczną oraz pozostałą zespół otrzymał liczne podziękowania i uhonorowania, między innymi od:
- Stowarzyszenia Polska Niepodległa – Oddział Czaniec
- Stowarzyszenia Patriotyczna Gmina Porąbka
- Organizatora głównego Biegu Pamięci Żołnierzy Wyklętych – Tropem Wilczym Czaniec
- Stowarzyszenia Małopolscy Patrioci
- Stowarzyszenia Artystów Sceny Tożsamościowej „Orzeł”
- Redakcji portalu kierunki.info.pl
- Młodzieży Wszechpolskiej w Katowicach
- Brygady Górnośląskiej Obozu Narodowo-Radykalnego
- rodziców Gniewka (koncert charytatywny z 2016 r. w Lublinie)[11].